# Rhipsalis
Ne doit pas être confondu avec Rhipsalidopsis.
Genre
Rhipsalis est un genre de plante épiphyte et succulente de la famille des cactus. 
Ce genre comprenait à la fin des années 1950 environ 60 espèces, mais aussi de nombreuses sous-espèces. 

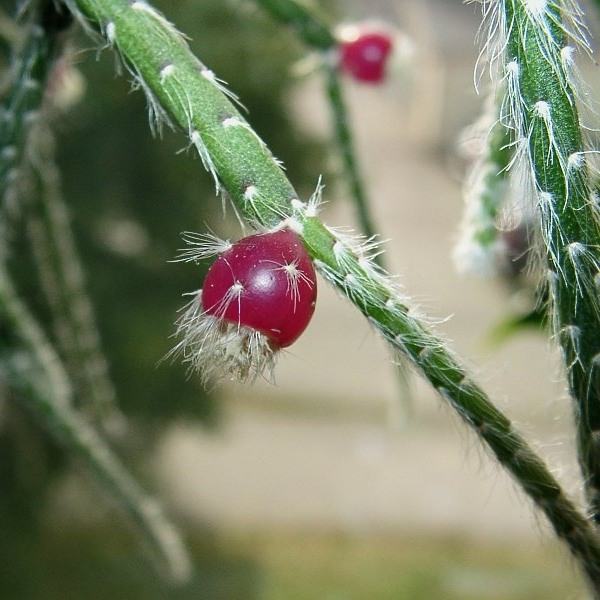
Fruit du Rhipsalis pilocarpa

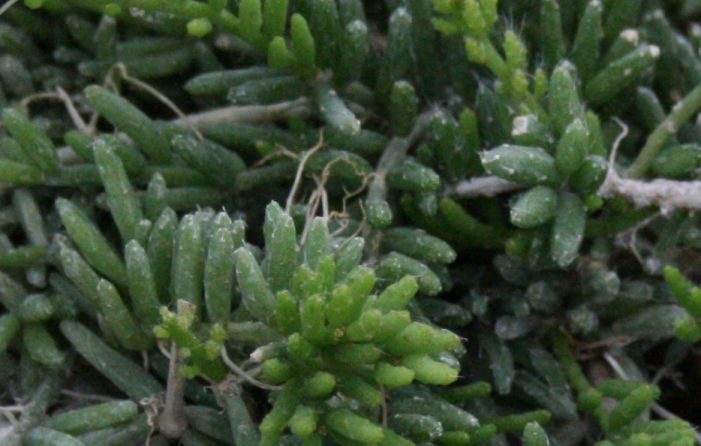
Rhipsalis mesembryanthemum

À la différence de la plupart des cactées, ce genre est épiphyte et comporte pas ou peu d'épines, ou les épines sont remplacées par des soies (poils spinulescents, généralement blancs, qui pourraient jouer un rôle dans la collecte de la rosée en saison sèche ou lors des nuits fraiches). 

Les rhipsalis sont parfois appelés cactus-gui ou  cactus-jonc, mais ne sont pas des plantes parasites.

Les anglophones les classent dans un type végétal dit  Mistletoe cactus (cactus-gui)
Les Rhipsalis sont de forme variées, toujours retombantes, en rameaux ou « articles » subdivisés, chez les spécimens adultes. Ces rameaux ou segments sont cylindriques, nervurées ou parfois très aplatis. La spinescence (port d'épines) varie selon les espèces et l'âge des articles (certaines espèces ne produisent jamais d'épines, d'autres n'en produisent que sur les jeunes rameaux, ou les plus anciens).

## Étymologie
Le nom du genre Rhipsalis vient d'un mot grec ῥίψ, ῥιπός (ἡ), rhips « natte de roseau, claie » dans Odyssée, 5, 256, Hérodote, 4, 41., (Bailly) par allusion aux rameaux minces et souples s’entrecroisant facilement.

## Description

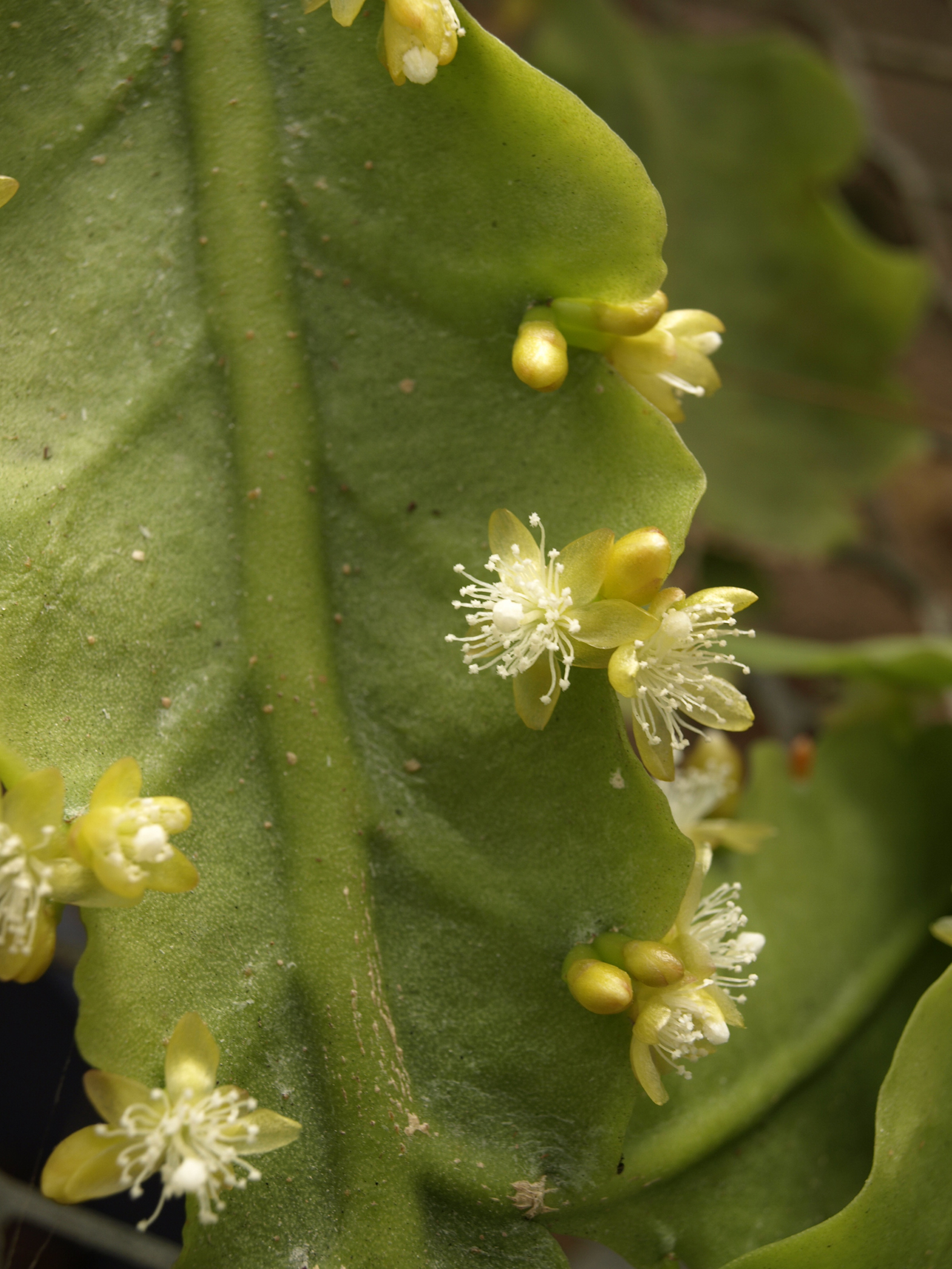
Fleur de Rhipsalis crispimarginata

La morphologie des rhipsalis est très variable selon l'espèce. Certaines poussent debout ou grimpent, d'autres pendent. 
Tiges : il en existe trois formes principales, cylindriques, anguleuses ou côtelées et plates.
Les tiges sont toujours succulentes, mais le degré de succulence varie selon les espèces. Certaines espèces ont des tiges épaisses et couverte d'une cuticule assez résistante (par exemple Rhipsalis neves-armondii] alors que d'autres sont minces, filiformes  (Rhipsalis baccifera par exemple ou Rhipsalis clavata). 

Chez la majorité des espèces, les épines sont manquantes ou n'existent qu'au stade juvénile (elles sont plus importantes chez Rhipsalis dissimilis). on en trouve parfois sur le fruit (ex : photo-ci jointe du fruit de Rhipsalis pilocarpa). Il est fréquent que les tiges deviennent violettes ou rougeâtres ou soient rougeâtres chez les jeunes pousses exposées au soleil, voire franchement rouge vif pour certaines espèces quand elles sont exposées au plein soleil (R. horrida à Madagascar par exemple, aux environs d'Ihosy) . Ce genre est réputé avoir besoin d'un substrat acide, mais on trouve R. horrida en situation rupicole sur des roches calcaires (à Madagascar) . Guillaumet écrivait en 1972 : « cette espèce a toujours étonné les collecteurs : "Il est très remarquable que cette espèce se présente à la fois comme épiphyte de la forêt native humide et comme épilithe des rocailles arides du versant occidental" (H. Humbert 12965, P, vallée de la Manambolo, bassin du Mandrare). - "Rochers gneissiques dans le bush xérophile, non en épiphyte, mais enraciné" (H. Humbert 11618, P, Betroka).  "Jeunes plants à rameaux dressés, cactiformes, creusés en gouttières ou à quatre pans, parsemés de poils spinulescents en étoile. En s'allongeant, les rameaux deviennent cylindriques, articulés, longuement pendants, ramifiés au sommet, s’allongeant jusqu’à 1 ou même 2 m. Le fruit est vert" (H. Perrier de Ia Bûthie 1786, P, Causses du Kelifely). ». 
Cette plante est caractérisée par une acrotonie importante (alimentation privilégiée des articles terminaux).
Fleurs : les fleurs sont souvent discrètes (+/- 1 cm de diamètre chez la plupart des espèces). Une exception est (Rhipsalis pilocarpa) qui produit une abondante fructification couvrant densément les tiges.

Les fleurs sont le plus souvent blanches ou blanchâtres, jaunâtres chez Rhipsalis  dissimilis et Rhipsalis  elliptica et rouge uniquement chez Rhipsalis hoelleri.

Elles sont latérales ou terminales, actinomorphe avec un périanthe très segmenté, des étamines et des carpelles.

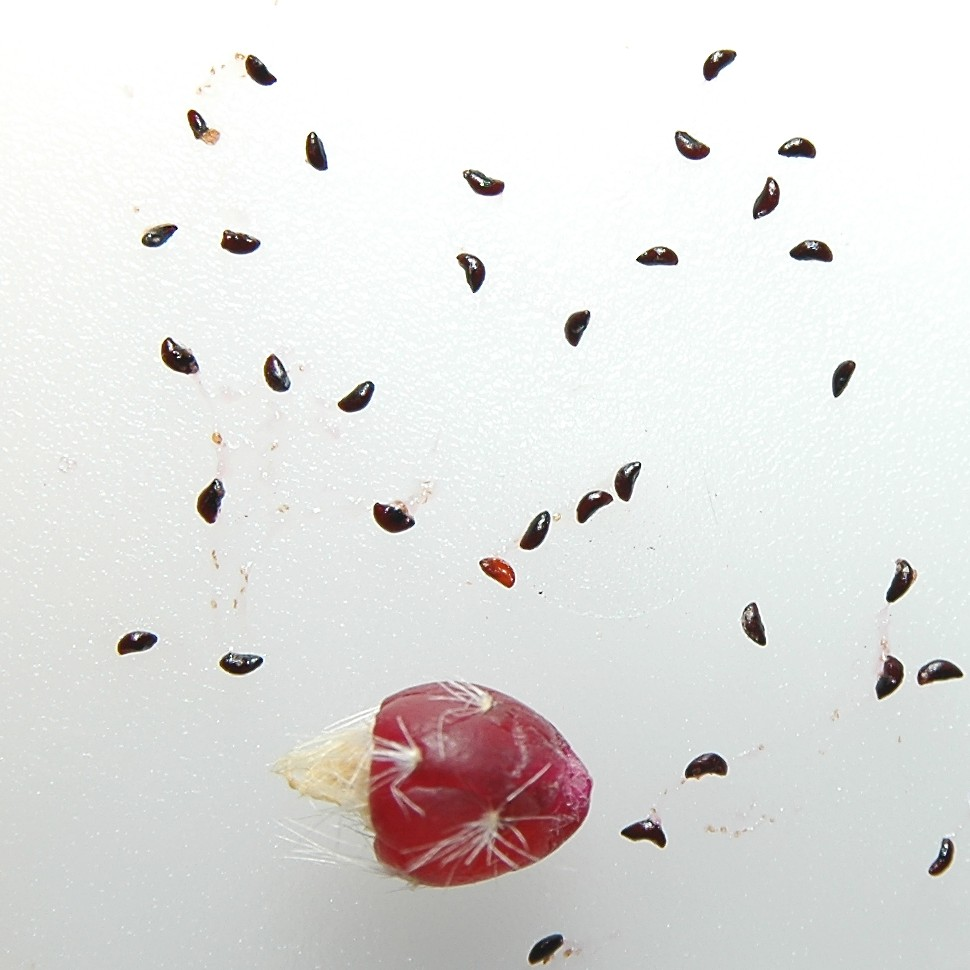
Fruit et graines de Rhipsalis pilocarpa

Fruits  : ce sont toujours des baies rondes, qui évoquent les fruits du gui, chez certaines espèces. Les fruits sont souvent blancs ou blanc-vert, mais sont orangés, jaunes, roses, violets ou noirs chez quelques espèces. Une espèce au moins fait preuve de viviparité.

## Habitat, écologie
La plupart des espèces de rhipsalis vivent en épiphyte dans les forêts tropicales. 
Quelques espèces sont épilithiques (= rupicole) (poussant accrochées aux rochers, en pouvant parfois les recouvrir). Il existe quelques rares formes entièrement terrestres, par exemple de Rhipsalis horrida, décrite par JL. Guillaumet (ORSTOM-Madagascar, tananarive) et le Pr. Mangemot, sur un talus aux environs de Fort-Dauphin (baie de Lokaro) à Madagascar. 

Ce genre épiphyte pousse le plus souvent dans les creux et anfractuosités des arbres, sur ou sous les grosses branches, en les utilisant comme support sans les parasiter. Certaines espèces s'accrochent aux rochers.

Hormis à Madagascar, où l'on trouve quelques espèces (R. baccifera) hors des forêts donc sur des rochers assez secs, ce sont des plantes forestières de mi-ombre qui ont généralement besoin d'une assez faible luminosité.

## Origine, aire de répartition
Le genre est originaire d'Amérique centrale, des Caraïbes et du nord de l'Amérique du Sud. Le centre de la diversité des Rhipsalis se trouve dans les forêts tropicales de la Mata Atlantica au sud-est du Brésil.
Une espèce particulière, Rhipsalis baccifera est une des rares espèces de cactus se trouvant également à l'état naturel dans l'ancien monde, en Afrique, dans la moitié orientale de Madagascar, au Sri Lanka, en Inde et au Népal. 

Plusieurs théories ont été avancées pour expliquer la dispersion de R. baccifera :
- Certains suggèrent que des oiseaux migrateurs auraient pu transporter des graines dans l'Ancien Monde.
- D'autres pensent qu'elle a été emportée par des marins dans l'Ancien Monde, peut-être diffusé en tant que substitut du gui pour les fêtes de Noël.
- Certains botanistes enfin comme C. Backeberg ou F. Vaupel se refusent « à considérer les espèces malgaches comme des simples synonymes d'espèces américaines » [4].

## Classification
Les rhipsalis font partie de la tribu des Rhipsalideae, dans la sous-famille des Cactoideae.
C'est le genre qui comprend le plus grand nombre d'espèces de cactus épiphytes et qui est géographiquement le plus largement distribué. 
Ce genre a été décrit par Joseph Gaertner en 1788, qui n'avait pas à l'époque réalisé qu'il s'agissait d'un cactus. 
Il pensait avoir découvert une nouvelle espèce de Cassytha, une Lauraceae parasitaires. Par conséquent, Cassytha est souvent indiqué comme un synonyme générique pour Rhipsalis, mais à tort, puisque ce nom générique a été appliqué pour un genre complètement différent dans une famille de plantes différentes.

Certaines espèces sont parfois isolées dans un genre Hatiora.
On découvre encore de nouvelles espèces de Rhipsalis, la dernière description d'une espèce nouvelle (découverte au sud du Brésil, dans l'état de Rio Grande do Sul, datant de 2003.

## Usages médicinaux
Les Amérindiens Toba en Argentine utilisaient ou utilisent des rhipsalis dans leur pharmacopée (parmi 178 autres plantes ou produits d'origine animale identifiés).

## Usages ornementaux
Ces cactées particulières sont très populaires en tant que plante d'ornement, notamment en suspensions.
À quelques exceptions près, ils ne sont pas cultivés pour les fleurs qui sont en général de petite taille, mais pour leur aspect et parfois pour leur fruit coloré.

Selon les espèces, ils demandent une humidité plus ou moins élevée, une bonne chaleur, un substrat humifère légèrement acide. 

Il est à noter que les fleurs apparaissent en général en hiver.
La floraison et une bonne fructification sont favorisées par une pause hivernale à température plus fraîche (température nocturne de 10 °C ou un peu moins, température diurne indifférente), sans descendre sous 0 °C, cette plante ne résistant pas au gel. 
Les rhipsalis sont idéalement cultivés en serre froide, mais une pièce non chauffée de la maison, comportant un coin lumineux (fenêtre ou vélux) peut très bien faire l’affaire. L'arrosage à l'eau de pluie (ou non-calcaire - est idéal).

## Multiplication
On a récemment montré lors d'une étude sur la viviparité dans les populations naturelles de 25 espèces de cactus du nord-ouest de l'Argentine que ce phénomène reste peu fréquent, mais serait bien moins rare qu'on ne le pensait il y a quelques années. Les fruits de ces 25 espèces ont été disséqués et observés. Quelques graines en train de germer ou déjà germées étaient présentes chez 40 % des espèces étudiées. La germination des graines a été évaluée pour vérifier si la graine était semi-dormante ou pouvait poursuivre sa croissance. les auteurs ont conclu que chez les cactus, la viviparité serait une réaction physiologique des plantes à leurs conditions environnementales, plutôt qu'une réelle stratégie adaptative maximisant leur survie et propagation.
Duplication par l'Homme : Les tiges se bouturent facilement dans un substrat acide, humide, mais bien drainé (par exemple terre de bruyère + sable siliceux + perlite ou tourbe acide et sable). Les plantes adultes s'épanouiront dans le même substrat.

## Taxonomie
Un grand nombre d'erreurs de désignation ou synonymies existe dans certains ouvrages. Les progrès de la génétique devraient encore modifier la taxonomie du Genre, sous l'égide du groupe de travail de l'Organisation Internationale des Succulentes. Des ouvrages plus récemment mis à jour existent dont le "New Cactus Lexicon (en 2 tomes) .

### Espèces (liste non complète)
- Rhipsalis alata
- Rhipsalis baccifera
- Rhipsalis bambusoides
- Rhipsalis capilliformes F.A.C.Weber
- Rhipsalis cereoides
- Rhipsalis cereuscula
- Rhipsalis clavata F.A.C.Weber
- Rhipsalis corinacea
- Rhipsalis cribata
- Rhipsalis crispata
- Rhipsalis cylindrica Britton & Rose
- Rhipsalis elliptica G.Lindb. ex K.Schum.
- Rhipsalis epiphylloides F. Buxbaum
- Rhipsalis floccosa Salm-Dyck ex Pfeiff.
- Rhipsalis gaertneri – Easter Cactus
- Rhipsalis giberula
- Rhipsalis gonocarpa
- Rhipsalis × graeseri
- Rhipsalis heptagona Rauh et Backb.
- Rhipsalis herminiae
- Rhipsalis heterocladata
- Rhipsalis hoelleri
- Rhipsalis horrida (à Madagascar, souvent asscié à Ophioglossum pendulum [2])
- Rhipsalis houlletiana Lem.
- Rhipsalis micrantha
- Rhipsalis oblonga
- Rhipsalis pachyptera
- Rhipsalis pacheco-leonis
- Rhipsalis paradoxa
- Rhipsalis pentaptera
- Rhipsalis pilocarpa
- Rhipsalis prismatica
- Rhipsalis puniceodiscus
- Rhipsalis rhombea
- Rhipsalis rosea
- Rhipsalis russellii
- Rhipsalis salicornioides
- Rhipsalis sulcata
- Rhipsalis teres
- Rhipsalis trigona Pfeiff.
- Rhipsalis warmingiana

Certaines espèces sont difficiles à identifier et peuvent faire l'objet de confusions ou être désignées par des synonymes désuets.

### Synonymes
Les genres suivants sont considérées comme synonymes de Rhipsalis:
- Cassytha Mill.
- Epiphyllopsis Backeb. & F.M.Knuth
- Erythrorhipsalis A.Berger
- Hariota Adans.
- Hatiora Britton & Rose
- Lymanbensonia Kimnach
- Pseudozygocactus Backeb.
- Rhipsalidopsis Britton & Rose